# Sportlov

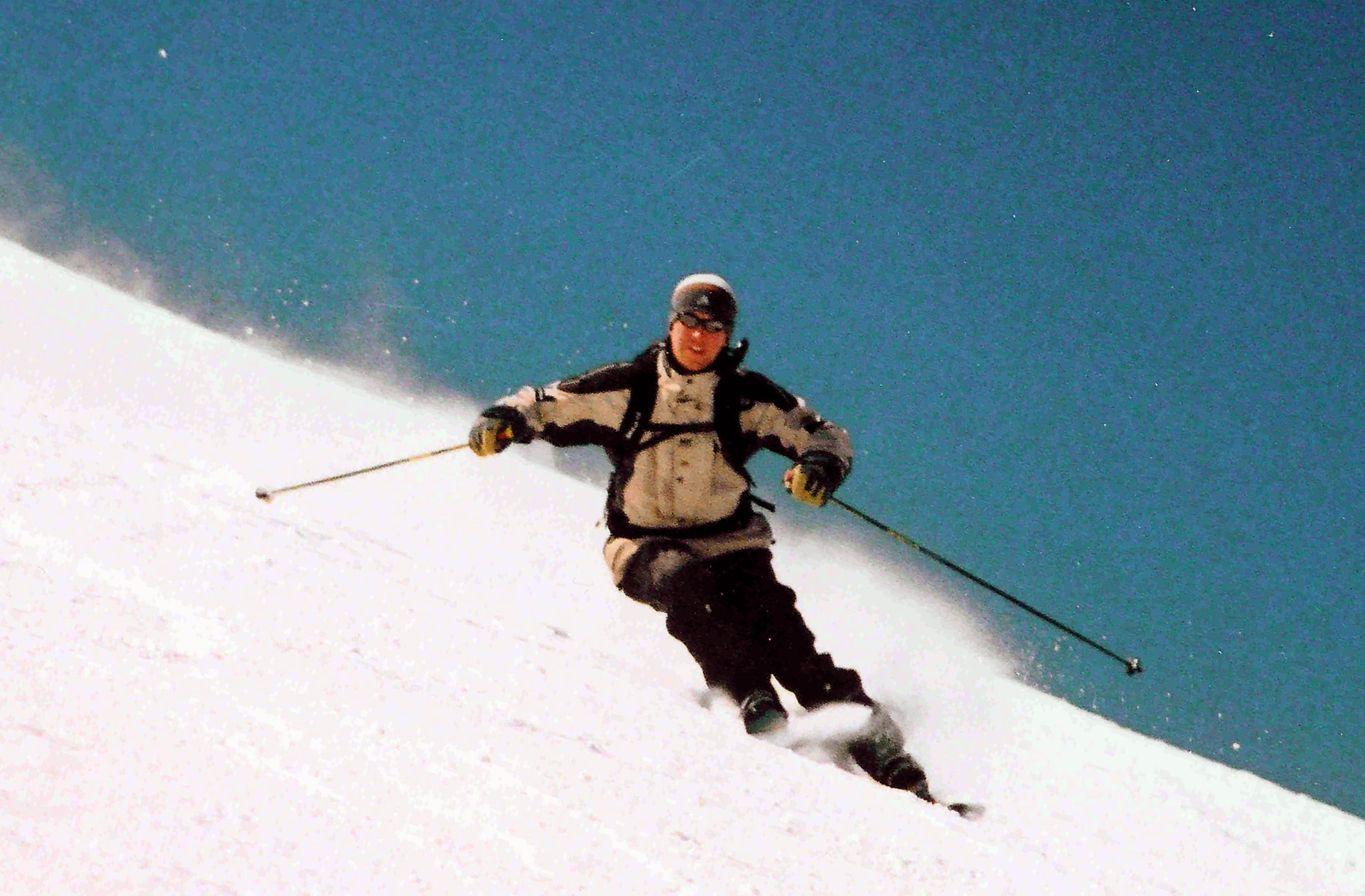
Utförsåkning är en populär sportlovsaktivitet.

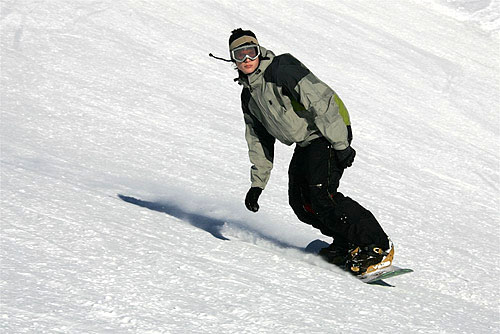
Snowboardåkning är en populär sportlovsaktivitet.

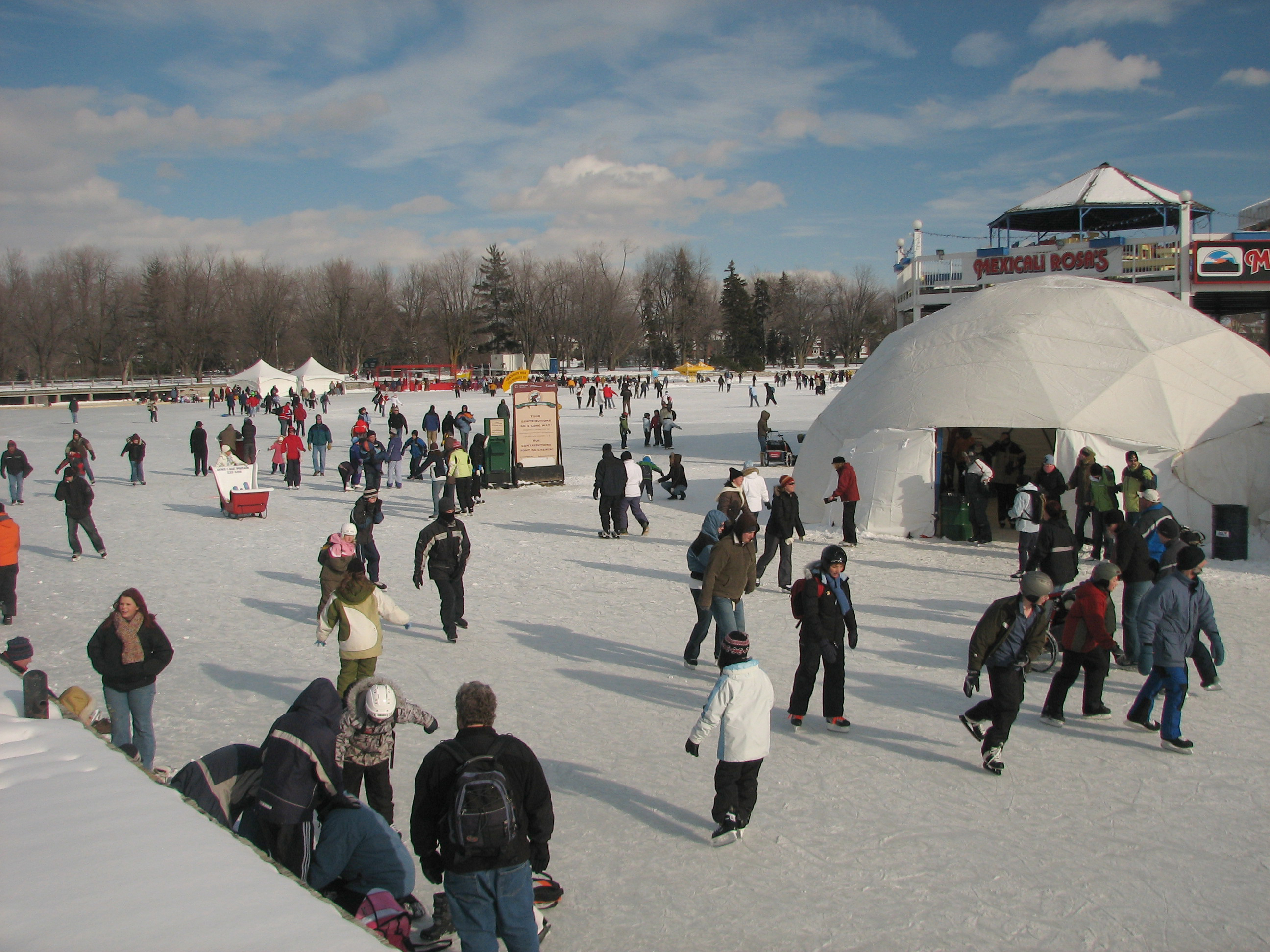
Skridskoåkning är en populär sportlovsaktivitet.

Sportlov (även kallat februarilov, vinterlov, vårvinterlov, kokslov eller skidlov) är ett skollov om vintern.

## Sportlov i världen

### Belgien
I Belgien styrs vinterferiens placering av påsken, så att vinterferien börjar sex veckor före palmsöndag.

### Danmark
I Danmark förekommer vinterferier i vecka 8. Kommuner kring Köpenhamn har vanligtvis vinterferier i vecka 7. Vissa kommuner låter placeringen styras av påsken, så att tiden mellan loven ej blir "för kort".

### Finland
Sportlovet i Finlands skolor (fi. hiihtoloma, "skidlov", numera även talviloma, "vinterlov") varar en vecka och hålls i februari-mars, mellan vecka 8 och 10. Tidpunkten är olika i olika kommuner, för att minska trängseln i trafiken och i skidsportcentren i norra Finland.
Idén om sportlov framfördes 1926 av Santeri Hirvonen i tidningen Kasvatus ja koulu (”uppfostran och skola”), som motvikt till inomhusarbetet. Grankulla Samskolan införde sportlovet 1927. Lauri Pihkala tog sig an idén under 1930-talet och 1933 togs sportlovet allmänt i bruk i skolorna.

#### Åland
På Åland är sportlovet vecka 8. 

### Nederländerna
I Nederländerna infördes så kallade förårsferier under 1970-talet. De ligger i mitten eller slutet av februari och Nederländerna är här uppdelat i två delar och den södra delen har lovet först.

### Norge
De så kallade "vinterferierna" inträffar under vecka 7, 8 eller 9 och delas in efter fylke, där statsforvalteren avgör vilken vecka.
2010 inföll vinterferierna 22–28 februari i alla fylker utom Aust-Agder fylke, Vest-Agder fylke, Hordaland fylke, Oppland fylke och Troms fylke, där de inträffade 1–7 mars, och Finnmark fylke där tiden varierar mellan kommunerna.

### Schweiz
I Schweiz varar sportferierna 1-2 veckor och varierar mellan kantonerna från slutet av januari till början av mars.

### Sverige

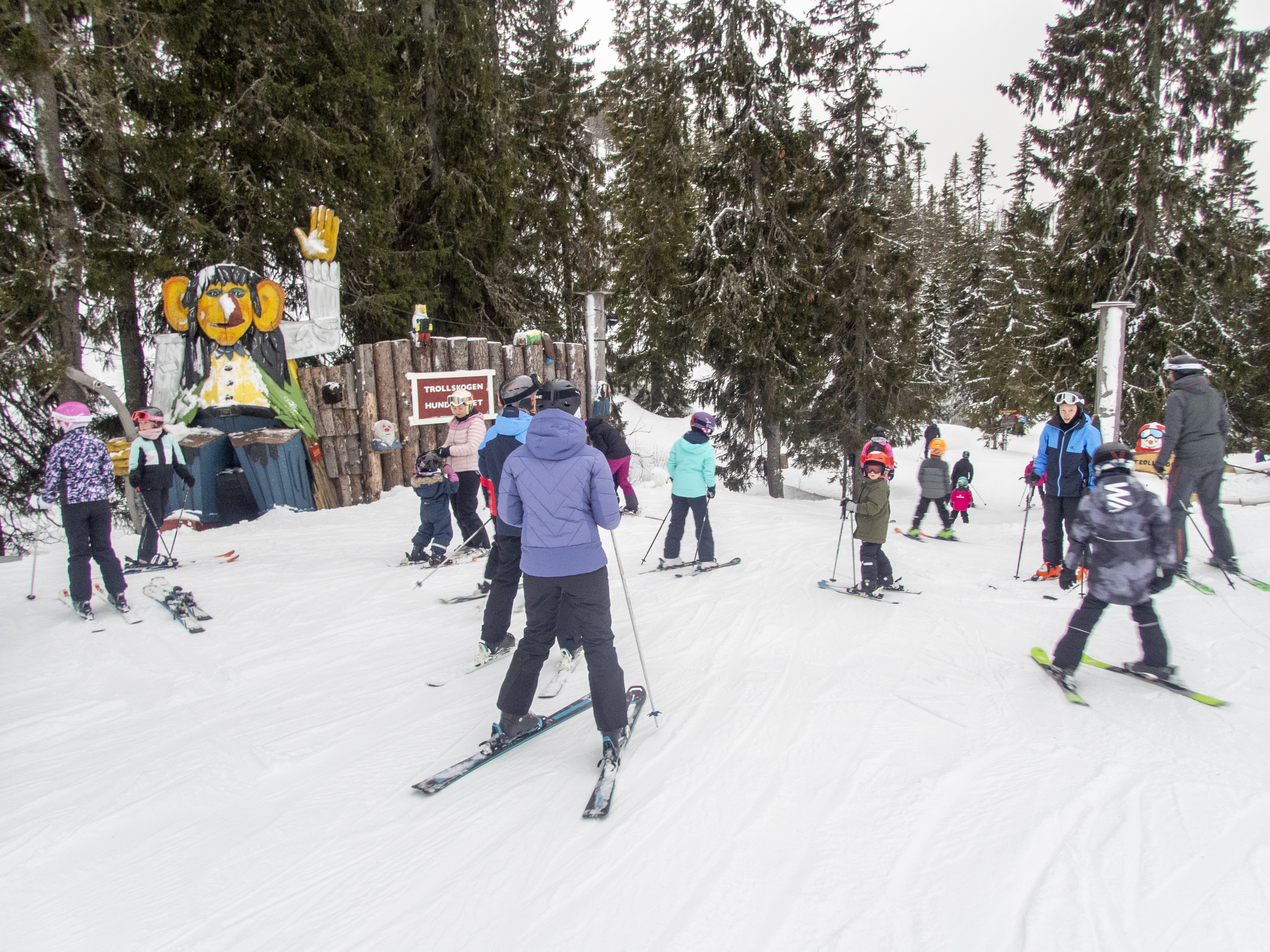
Utförsåkare i Hundfjället i Sälenfjällen under vecka 9, en av sportlovsveckorna i Sverige.

Sportlovet i Sverige har sitt ursprung i de så kallade kokslov som infördes 1940 för att spara på uppvärmningen av skolorna. Sportlovet i Sverige varar i en vecka under februari eller mars, mellan vecka 7 och 10. På orter där lovet äger rum i februari kallas lovet även för februarilov. Normalt brukar de svenska kommunerna fördela sportlovet över en treveckorsperiod. I vissa kommuner förekommer flexibelt sportlov, då eleverna själva får välja vecka.

### Tyskland
I Tyskland styrs vinterferiernas placering av förbundsländerna och varar i regel en vecka.

### USA
Spring break betyder vårlov och är vad skollov under vårterminen i bland annat USA och delar av Kanada kallas. Vanligt förekommande är att åka till varmare breddgrader och festa. Detta sker ofta i Cancún Mexiko, i Florida, samt inte minst längs kusten i Texas till exempel South Padre Island. Man brukar ta sig till andra länder, eftersom minimiåldern för alkoholservering i USA är 21 år.

### Österrike
I Österrike ligger vinterferierna i februari och varar en vecka. Ferierna ligger i mitten av skolåret och kallas därför semesterferier (Semester här avser termin). Feriernas placering varierar mellan förbundsländerna.

### Fotnoter
1. 1 2  ”sportlov”. Nationalencyklopedin. http://www.ne.se/uppslagsverk/encyklopedi/l%C3%A5ng/sportlov. Läst 25 februari 2017.
2. ↑  Pålsson, Evelina (13 februari 2013). ”Kokslov som blev sportlov”. Dagens Nyheter. http://www.dn.se/livsstil/kokslov-som-blev-sportlov. Läst 25 februari 2013.
3. ↑  ”Skolornas arbetstider och lov läsåret 2020–2021”. Utbildningsstyrelsen. https://www.oph.fi/sv/nyheter/2020/skolornas-arbetstider-och-lov-lasaret-2020-2021. Läst 23 augusti 2021.
4. ↑  ”Sportlov på Åland”. Visit Åland. Arkiverad från originalet den 16 januari 2019. https://web.archive.org/web/20190116200659/http://www.visitaland.com/gora/sportlov-pa-aland/. Läst 16 januari 2019.
5. ↑  ”Skoleåret 2012/2013” (på norska). Dinside.no. Arkiverad från originalet den 5 mars 2013. https://web.archive.org/web/20130305074723/http://www.dinside.no/24659/finn-ferien-i-skoleaaret-2012-2013. Läst 25 februari 2013.
6. ↑  ”Drinking Age Limits”. International Center for Alcohol Policies. sid. 3. Arkiverad från originalet den 20 januari 2013. https://web.archive.org/web/20130120062253/http://www.icap.org/portals/0/download/all_pdfs/icap_reports_english/report4.pdf. Läst 18 maj 2013.
7. ↑  Bill Marsh (19 mars 2006). ”The Innocent Birth of the Spring Bacchanal”. New York Times. http://www.nytimes.com/2006/03/19/weekinreview/19marsh.html?_r=0. Läst 18 maj 2013.